# ميخائيل سميث (لاعب كرة قدم أسترالية)
ميخائيل سميث (بالإنجليزية: Michael Smith)‏ هو لاعب كرة قدم أسترالية أسترالي، ولد في 28 أبريل 1959.

## وصلات خارجية
- مايكل سميث على موقع AustralianFootball.com (الإنجليزية)
- مايكل سميث على موقع AFLtables.com (الإنجليزية)